# Mbunda
Mbunda – lud afrykański z grupy ludów Bantu, zamieszkujący południowo-wschodnią Angolę oraz przygraniczne obszary Zambii. Posługują się językiem mbunda, a ich populację szacuje się na 447 tysięcy. 
Uważa się, że około 1400 roku Mbunda wraz z innymi plemionami Bantu, rozpoczęły swoją wędrówkę z dzisiejszego obszaru Sudanu. Stamtąd migrowali na południe, toczyli walki z sąsiednimi plemionami i zakładali królestwa na obszarze Demokratycznej Republika Konga. W XVII wieku wyemigrowali do Angoli.
W Angoli wyznają głównie katolicyzm, w Zambii częściowo nawróceni na protestantyzm, a pozostali praktykują tradycyjną religię plemienną.